# شو تاجما
شو تاجما (باليابانية: 田島 翔) (مواليد 7 أبريل 1983)، هو لاعب كرة قدم سابق كان يلعب كلاعب وسط.

## وصلات خارجية
- شو تاجما على موقع قاعدة بيانات كرة القدم.إي يو (الإنجليزية)
- شو تاجما على موقع Soccerway.com (الإنجليزية)